# دنیس کرومپتون (بازیکن فوتبال)
دنیس کرومپتون (انگلیسی: Dennis Crompton؛ ۱۲ مارس ۱۹۴۲ – ۲۸ ژوئیهٔ ۲۰۱۵) بازیکن فوتبال اهل بریتانیا بود.
از باشگاه‌هایی که در آن بازی کرده‌است می‌توان به باشگاه فوتبال آلترینچام اشاره کرد.